# Acriano Futebol Clube
Az Acriano Futebol Clube a brazil Rodrigues Alves település labdarúgó csapata. Az együttes 1943-ban alapították és Acre állam második vonalának tagja.